# Боскавен (Нью-Гемпшир)
Боскавен (англ. Boscawen) — місто (англ. town) в США, в окрузі Меррімак штату Нью-Гемпшир. Населення — 3998 осіб (2020).

## Демографія
Згідно з переписом 2010 року, у місті мешкало 3965 осіб у 1369 домогосподарствах у складі 952 родин. Було 1453 помешкання
Расовий склад населення:
| - 97,4 % — білих - 0,6 % — чорних або афроамериканців - 0,3 % — корінних американців - 0,3 % — азіатів |

До двох чи більше рас належало 1,1 %. Частка іспаномовних становила 1,0 % від усіх жителів.
За віковим діапазоном населення розподілялося таким чином: 19,5 % — особи молодші 18 років, 62,3 % — особи у віці 18—64 років, 18,2 % — особи у віці 65 років та старші. Медіана віку мешканця становила 43,1 року. На 100 осіб жіночої статі у місті припадало 98,9 чоловіків;  на 100 жінок у віці від 18 років та старших — 97,5 чоловіків також старших 18 років.
Середній дохід на одне домашнє господарство  становив 77 159 доларів США (медіана — 68 309), а середній дохід на одну сім'ю — 85 735 доларів (медіана — 70 833). Медіана доходів становила 51 758 доларів для чоловіків та 40 203 долари для жінок. За межею бідності перебувало 8,2 % осіб, у тому числі 19,6 % дітей у віці до 18 років та 5,0 % осіб у віці 65 років та старших.
Цивільне працевлаштоване населення становило 1841 особа. Основні галузі зайнятості: освіта, охорона здоров'я та соціальна допомога — 27,3 %, роздрібна торгівля — 16,1 %, виробництво — 12,0 %, будівництво — 10,3 %.